# Dan Daoust
Daniel Armand Daoust (* 29. Februar 1960 in Montreal, Québec) ist ein ehemaliger kanadischer Eishockeyspieler und -trainer, der im Verlauf seiner aktiven Karriere zwischen 1977 und 1997 unter anderem 554 Spiele für die Canadiens de Montréal und Toronto Maple Leafs in der National Hockey League auf der Position des Centers bestritten hat. Zudem verbrachte er einen Großteil seiner Karriere in der Schweiz, wo er hauptsächlich in der Nationalliga B aktiv war.

## Karriere
Daoust verbrachte seine Juniorenzeit zwischen 1977 und 1980 bei den Cornwall Royals in der Ligue de hockey junior majeur du Québec. Obwohl der Stürmer in seinem zweiten und dritten Jahr die Marke von 40 Toren erreichte, blieb er im NHL Entry Draft aufgrund seiner geringen Größe und Gewichts von den Franchises der National Hockey League unbeachtet. Mit den Royals gewann er im Jahr 1980 sowohl die Coupe du Président der LHJMQ als auch den Memorial Cup, ehe er im Sommer 1980 in den Profibereich wechselte.
Der Angreifer unterzeichnete einen Vertrag bei den Nova Scotia Voyageurs aus der American Hockey League, für die er in seiner Rookiesaison 98 Scorerpunkte sammelte und ins AHL First All-Star Team gewählt wurde. Der Gewinn des Dudley „Red“ Garrett Memorial Awards blieb ihm allerdings verwehrt, da diesen Pelle Lindbergh gewann. Stattdessen erhielt Daoust aufgrund seiner Leistungen einen Vertrag von den Canadiens de Montréal aus der NHL. Diese beließen ihn im folgenden Spieljahr weiterhin bei den Voyageurs, ehe er zu Beginn der Saison 1982/83 für die Canadiens debütierte. Daousts Zeit in seiner Geburtsstadt kam aber bereits nach vier Einsätzen im Dezember 1982 zum Ende, als er im Tausch für ein Drittrunden-Wahlrecht im NHL Entry Draft 1984 an die Toronto Maple Leafs abgegeben wurde.
Für die Maple Leafs ging Daoust die folgenden siebeneinhalb Spielzeiten bis zum Sommer 1990 aufs Eis. Gleich in seinem ersten Jahr erreichte er 52 Scorerpunkte – davon einer noch für Montréal – und wurde ins NHL All-Rookie Team berufen. Auch in den folgenden beiden Spieljahren konnte der Franko-Kanadier seine Qualitäten mit 74 und 54 Scorerpunkten unter Beweis stellen. Mit Beginn der Saison 1985/86 sank seine Punktausbeute aber drastisch und er erreichte bis zum Ende der Spielzeit 1989/90 nur einmal die 20-Punkte-Marke und nie mehr als neun Tore.
Nachdem der Vertrag des Stürmers im Sommer 1990 nicht verlängert worden war, wagte er in Europa einen Neuanfang. Er wechselte in die Schweiz und ging dort in der Saison 1990/91 für den HC Ajoie in der Nationalliga B aufs Eis. Mit 67 Punkten in 37 Spielen fand er seine verloren gegangenen Qualitäten als Torjäger und -vorbereiter wieder. Es folgte eine Spielzeit beim Ligakonkurrenten SC Lyss, in der er ebenso für den EHC Biel in der Nationalliga A und den ESV Kaufbeuren in der Eishockey-Bundesliga auflief. Ab dem Spieljahr 1992/93 fand Daoust im HC Thurgau aus der NLB eine neue sportliche Heimat. Er lief insgesamt fünf Jahre für den Klub aus Weinfelden auf, dessen Topscorer er in den ersten vier Spielzeiten war. Zudem gewann er im Jahr 1995 mit dem Team Kanada den prestigeträchtigen Spengler Cup. Nach der Saison 1996/97 zog sich Daoust im Alter von 37 Jahren schließlich aus dem aktiven Sport zurück.
In der Folge nahm Daoust zur Saison 1997/98 den Assistenztrainerposten bei den Hamilton Bulldogs aus der AHL an, wo er unter Cheftrainer Lorne Molleken tätig war. Dieses Engagement endete bereits nach einer Spielzeit, da Molleken zu den Chicago Blackhawks wechselte und das Trainerteam daraufhin komplett ausgetauscht wurde. Danach stand Daoust lediglich sporadisch als Juniorentrainer hinter der Bande.

## Erfolge und Auszeichnungen
| - 1980 Coupe-du-Président-Gewinn mit den Cornwall Royals - 1980 Memorial-Cup-Gewinn mit den Cornwall Royals - 1981 AHL First All-Star Team | - 1983 NHL All-Rookie Team - 1995 Spengler-Cup-Gewinn mit dem Team Canada - 1996 Spengler-Cup-Gewinn mit dem Team Canada |

## Karrierestatistik
(Legende zur Spielerstatistik: Sp oder GP = absolvierte Spiele; T oder G = erzielte Tore; V oder A = erzielte Assists; Pkt oder Pts = erzielte Scorerpunkte; SM oder PIM = erhaltene Strafminuten; +/− = Plus/Minus-Bilanz; PP = erzielte Überzahltore; SH = erzielte Unterzahltore; GW = erzielte Siegtore; 1 Play-downs/Relegation; Kursiv: Statistik nicht vollständig)